# 西格蒙德峰
西格蒙德峰（英語：Siegmund Peak），是南極洲的山峰，位於維多利亞地，處於西格弗里德峰以北，屬於阿德默勒爾蒂山脈的一部分，由新西蘭南極名稱諮詢委員會命名，現時由南極條約體系管理。